# Buziaș
Buziaș (in tedesco Busiasch, in ungherese Buziás o Buziasfürdöè una città della Romania di 7712 abitanti, ubicata nel distretto di Timiș, nella regione storica del Banato. 
Fanno parte dell'area amministrativa anche le località di Bacova e Silagiu.
La città è situata a circa metà strada tra Timișoara, da cui dista 30 km., e Lugoj, da cui dista 23 km.; ad entrambe è collegata da un collegamento ferroviario.
La città viene menzionata per la prima volta in un documento del 1321 emesso dal Re Carlo Roberto d'Angiò ed ha ottenuto lo status di città nel 1956.
Buziaș è un'importante località termale, le cui acque sono conosciute per le loro proprietà fin dal XVIII secolo, mentre il primo stabilimento termale venne costruito nel 1819; le acque sono tuttora imbottigliate e commercializzate.
Le terme sono immerse in un parco dendrologico di oltre 20 ettari che raccoglie specie vegetali anche piuttosto rare, ma caratterizzato soprattutto dai grandi e vecchi platani; di rilievo è la passeggiata coperta facente parte del parco, un colonnato in stile bizantino unico nel suo genere in Romania e che trova omologhi soltanto nella città boema di Karlovy Vary e in quella tedesca di Baden-Baden.